# Matoatoa spannringi
Espèce
Statut de conservation UICN

 DD B1ab(iii) : Données insuffisantes
Matoatoa spannringi est une espèce de geckos de la famille des Gekkonidae.

## Répartition
Cette espèce est endémique de Madagascar.

## Étymologie
Cette espèce est nommée en l'honneur de Jürgen Spannring.

## Publication originale
- Nussbaum, Raxworthy & Pronk, 1998 : The ghost geckos of Madagascar: a further revision of the Malagasy leaf-toed geckos (Reptilia, Squamata, Gekkonidae). Miscellaneous Publications Museum of Zoology University of Michigan, vol. 186, p. 1-26 (texte intégral).